# 걸 밴드

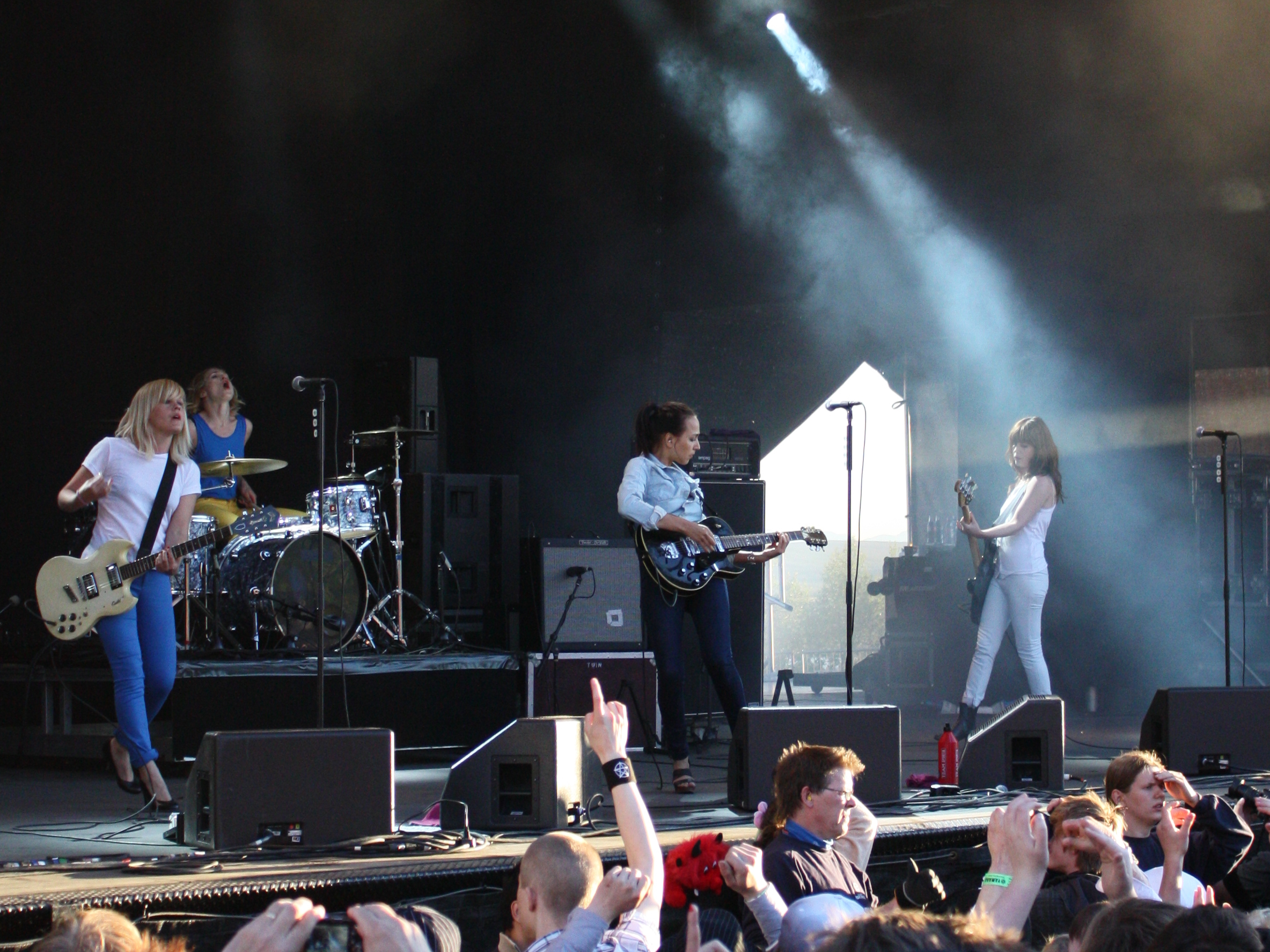

걸 밴드(All-female band) 혹은 소녀 그룹(少女-)은 1993년에 언론에 처음으로 등장하기 시작한 신조어이다.
걸 밴드는 여성 뮤지션으로만 구성된 대중 음악 그룹이다. 여성 멤버들이 보컬로만 활동하는 걸그룹과 구별되는 용어지만, 보편적으로 사용되는 용어는 아니다. 보이 밴드는 많은 록 및 팝 장면에서 보편적이지만 여성으로만 이루어진 밴드는 덜 일반적이다.

## 같이 보기
- 라이엇 걸